# Akrotiriο Elia - Akrotiriο Kastrο - Ekvοli Ragoula
Akrotiriο Elia - Akrotiriο Kastrο - Ekvοli Ragoula este o arie protejată (arie specială de conservare — SAC, sit de importanță comunitară — SCI) din Grecia întinsă pe o suprafață de 526,08 ha, integral marine.

## Localizare
Centrul sitului Akrotiriο Elia - Akrotiriο Kastrο - Ekvοli Ragoula este situat la coordonatele 40°11′18″N 23°41′17″E / 40.188352°N 23.688152°E.

## Înființare
Situl Akrotiriο Elia - Akrotiriο Kastrο - Ekvοli Ragoula a fost declarat sit de importanță comunitară în august 1996 pentru a proteja 1 specie de animale. Situl a fost protejat și ca arie specială de conservare în martie 2011.

## Biodiversitate
Situată în ecoregiunea marină mediteraneană, aria protejată conține 3 habitate naturale: Bancuri de nisip acoperite în permanență slab de apă marină, Straturi cu Posidonia (Posidonion oceanicae), Recifuri.
La baza desemnării sitului se află o specie protejată de  mamifere: delfin mare (Tursiops truncatus).
Pe lângă speciile protejate, pe teritoriul sitului au mai fost identificate 3 specii de plante, 2 specii de mamifere, 1 specie de nevertebrate.